# (5221) Fabribudweis
(5221) Fabribudweis est un astéroïde de la ceinture principale.

## Description
(5221) Fabribudweis est un astéroïde de la ceinture principale. Il fut découvert le 16 mars 1980 à l'observatoire Kleť par Ladislav Brožek. Il présente une orbite caractérisée par un demi-grand axe de 3,22 UA, une excentricité de 0,10 et une inclinaison de 1,6° par rapport à l'écliptique.

## Compléments